# Nor Marmara
Nor Marmara (arménien : Մարմարա, français : Nouveau Marmara) est un quotidien arménien publié à Istanbul depuis le 31 août 1940.

## Histoire
Fondé par Suren Şamlıyan, le journal est publié dans le Passage Syrien de la Avanue Istiklal à Beyoğlu depuis 1940. Alors que le journal était d'abord publié chaque semaine, il a ensuite commencé à être publié quotidiennement. Nor Marmara, qui paraît six jours par semaine sauf le dimanche, publie également le vendredi un supplément turc décrivant tous les événements de la semaine pour ceux qui ont des difficultés à lire l'arménien. Après la mort de Sumen Şamlıyan en 1951, sa fille Seta Zobyan et son mari Bedros Zobyan ont continué à publier le journal. Lorsque les Zobyans quittèrent Istanbul pour le Canada en 1967, ils laissèrent le journal à Rober Haddeciyan, écrivain et journaliste qui travaillait déjà pour le journal,.
Alors que la majeure partie du journal est imprimée en arménien, certaines publicités et informations que de nombreuses personnes souhaitent lire sont publiées en turc, conformément aux souhaits de ses lecteurs. Encore une fois, s'il y a des commentaires et des nouvelles sur les Arméniens dans la presse turque, ils sont transmis aux lecteurs.
Marmara, qui se compose de huit pages, contient des informations politiques et arméniennes sur la première page, et des puzzles, des romans, des sujets culturels et littéraires sur les autres pages. Le journal consacre une large place aux services religieux, aux informations sur les communautés arméniennes, aux événements organisés dans les associations, aux conférences artistiques et aux informations sur les Arméniens vivant à l'étranger.
Nor Marmara est proposé à la vente notamment dans les districts où les Arméniens sont concentrés, notamment à Samatya, Pangaltı, Bakırköy et Yeşilköy. Ari Haddeler, rédacteur en chef de Nor Marmara, a déclaré qu'ils voient l'avenir comme sombre parce qu'il reste très peu de gens qui lisent et comprennent l'arménien.
Aujourd'hui, le propriétaire et rédacteur en chef du journal est Robert Haddeciyan, également écrivain. Il poursuit sans interruption depuis 46 ans son service qu'il a débuté le 27 octobre 1967. Le directeur responsable du journal est Ari Haddeciyan et le deuxième rédacteur en chef est Makruhi B. Hagopyan.